# Philip Wentworth
Sir Philip Wentworth of Nettlested (* 1424; † 18. Mai 1464) war ein englischer Ritter.

## Leben
Philip Wentworth war der älteste Sohn und Erbe von Sir Roger Wentworth, Gutsherr von Nettlestead in Suffolk.
Sir Philip Wentworth war als Knight of the Shire für Suffolk 1447, 1449 und 1453 Mitglied des House of Commons.
Wentworth diente in Suffolk als Justice of Array 1457, 1459 und 1460 und wurde von Heinrich VI. im August 1457 als Botschafter zu Papst Kalixt III. entsandt.
Im selben Jahr gehörte Wentworth zur englischen Delegation, die mit Schottland eine Waffenruhe aushandelte, die bis 1459 Bestand haben sollte.
Wentworth hatte viele vertrauensvolle Posten im direkten Umfeld des Königs, so war er Usher to the Kings chamber, Kings Carver, Kings Sergeant und Esquire to the Kings Body.
1451 diente Philip Wentworth als Protector bei der feierlichen Einführung des John Mowbray, 3. Duke of Norfolk in den Hosenbandorden.
Wentworth erhielt 1459/60 zusammen mit John Mowbray den königlichen Auftrag (englisch commission) Männer für den Kampf gegen das Haus York zu mobilisieren. Zur selben Zeit diente Wentworth als Sheriff von Norfolk und Suffolk. Philip Wentworth wurde vom König zum Constable von Llansteffan Castle und Clare Castle ernannt und im November 1459 erneut ins Parlament entsandt.
Während der Rosenkriege kämpfte Wentworth für das Haus Lancaster bei der Ersten Schlacht von St Albans (1455), bei Northampton (1460), bei Wakefield (1460), bei Towton (1461), bei der Zweiten Schlacht von St Albans (1461), bei Hedgeley Moor (1464) und schließlich bei der Schlacht von Hexham (1464).
Bei der Ersten Schlacht von St. Albans war Philip Wentworth einer der Standartenträger (engl. Standard Bearer) des Königs, floh aber vom Schlachtfeld.
Nach der Niederlage bei Towton verhängte das erste Parlament unter Eduard IV. eine Bill of Attainder über Wentworth. Er kämpfte 1462 bei den belagerten Truppen Lancasters in Dunstanburgh Castle und konnte, als die Burg fiel, zusammen mit Richard Tunstall fliehen.
Nach der Niederlage bei Hexham wurde Philip Wentworth als Gefangener nach Middleham Castle gebracht und dort am 18. Mai 1464 enthauptet.

## Ehe und Nachkommen
Philip Wentworth war mit Mary, eine Tochter des John Clifford, 7. Baron de Clifford verheiratet.
Das Paar hatte folgende Nachkommen:
- Sir Henry Wentworth (1499–1501)[1][3]
- Margaret Wentworth ⚭ Thomas Cotton[3]
- Elizabeth Wentworth (1444–1480) ⚭ Sir Martin de la See (um 1433–1494)[3]

Über seinen Sohn Henry war Philip Wentworth ein Urgroßvater von Jane Seymour, die dritte Ehefrau Heinrich VIII.